# Venetia Stevenson
Joanna Venetia Invicta Stevenson (Londres, 10 de març de 1938 – Atlanta, Geòrgia, 26 de setembre de 2022) va ser una actriu anglesa.

## Biografia
Joanna Venetia Invicta Stevenson nasqué a la capital del Regne Unit, Londres, el 10 de març de 1938 al si d'una família d'artistes. La seva mare era l'actriu Anna Lee i el seu pare el director de cinema Robert Stevenson. La família es va traslladar a Hollywood un any després del seu naixement després que el seu pare signés un contracte amb el productor de cinema David O. Selznick. Quan els pares divorciaren el 1944, va romandre amb el seu pare i la seva nova madrastra, Frances. Després d'una educació en escoles privades exclusives de Califòrnia, féu el seu debut teatral amb sa mare a Liliom, una obra produïda pel Sombrero Theatre, a Phoenix, capital de l'estat d'Arizona, l'abril de 1955 i amb l'equip, i alhora parella, format per Fernando Lamas i Arlene Dahl.